# Contardo di Napoli
Contardo o Contardus (... – Napoli, 840) fu duca di Napoli nel 840 per soli 3 giorni.

## Biografia
Fu mandato da Lotario I, re d'Italia, nel 839 per aiutare il duca Andrea II contro i Longobardi del Ducato di Benevento. Temendo il potere di Contardo, come influenza franca sul ducato napoletano, Andrea gli aveva promesso la figlia Eupraxia in sposa. 
Andrea, tuttavia, ritardò a tal punto il matrimonio che Contardo insorse nell'840 contro Andrea e lo uccise, usurpando il suo posto. Nel giro di tre giorni appena, però, i napoletani a loro volta insorsero contro Contardo e lo uccisero insieme ad una buona parte della sua corte.